# 邓本太
邓本太（1956年12月—），男，藏族，青海共和人，中华人民共和国政治人物。青海省民族学院（今青海民族大学）中文系汉语言文学专业毕业，中共中央党校函院经济管理专业在职研究生学历。

## 生平
1980年7月加入中国共产党。历任青海省贵德县县长，共青团青海省委副书记、书记、中共果洛州委副书记、副州长、州长、州委书记，青海省省长助理、省政府副秘书长等职。2001年11月任青海省人民政府副省长。